# Gregory Peck
Eldred Gregory Peck (La Jolla (Californië), 5 april 1916 – Los Angeles (Californië), 12 juni 2003) was een Amerikaans filmacteur.
Hij werd geboren te La Jolla in Californië en werd naar een rooms-katholieke militaire school in Los Angeles gestuurd toen hij 10 jaar oud was. Na de middelbare school studeerde Peck even aan de San Diego State Teacher's College en begon in 1936 aan een studie medicijnen aan de Universiteit van Californië - Berkeley. Later veranderde hij zijn hoofdvak naar Engels en speelde in het universiteitstheater. Peck werkte kort voor een oliemaatschappij als truckchauffeur.
Na zijn afstuderen liet hij de naam "Eldred" vallen en ging hij naar New York om daar aan het Neighborhood Playhouse te studeren. Hij zat vaak aan de grond, en sliep soms in het Central Park. Hij werkte tijdens de wereldtentoonstelling van 1939 als gids voor NBC televisie. Zijn eerste Broadway optreden was in 1942 toen hij de hoofdrol speelde in Emlyn Williams' The morning star. Zijn acteertalent was erg gewild tijdens de Tweede Wereldoorlog: door rugletsel dat hij in zijn universiteitsjaren had opgelopen hoefde hij niet het leger in.

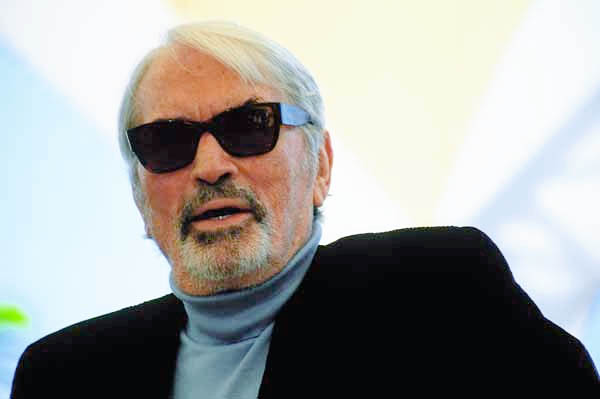
Gregory Peck op het Filmfestival van Cannes in 2000

Zijn eerste films waren Days of Glory en The Keys of the Kingdom, beiden uit 1944. Voor de tweede verwierf Peck een Oscar-nominatie voor Beste Acteur. Hij werd vier keer genomineerd in de eerste vijf jaar van zijn filmcarrière. In 1945 speelde hij in de Alfred Hitchcock-film Spellbound samen met Ingrid Bergman, in 1947 maakte hij een tweede Hitchcockfilm, The Paradine Case. Eind jaren 40 speelde hij in verschillende westerns en zijn rollen werden diverser in de jaren 50 met films zoals The Snows of Kilimanjaro in 1952 (naar een boek van Ernest Hemingway) en Roman Holiday met nieuwkomer Audrey Hepburn, die voor haar rol een Oscar won. In 1956 speelde Peck als Ahab in de bekendste versie van de verfilming van het boek Moby-Dick van Herman Melville. Hij produceerde zelf en speelde een hoofdrol in de film The Big Country uit 1958. Hij won een Oscar voor zijn rol als advocaat Atticus Finch in de filmbewerking van Harper Lees boek To Kill a Mockingbird (1962). Er wordt gezegd dat dit zijn favoriete film was. Verder is hij bekend door zijn rol in The Guns of Navarone uit 1961 en Cape Fear uit 1962.
In 1989 kreeg hij een Lifetime Achievement Award van het Amerikaanse Film Instituut. In datzelfde jaar ontving hij ook de hoogste Amerikaanse kunstonderscheiding, de National Medal of Arts.

## Privéleven
In 1942 trouwde Peck met de Finse Greta Kukkonen met wie hij drie kinderen kreeg: Jonathan (geboren in 1944, hij pleegde zelfmoord in 1975), Stephen (geboren in 1946) en Carey (geboren in 1949). Hij scheidde van Kukkonen op 30 december 1955.
Een dag na zijn scheiding, op 31 december 1955, trouwde hij met de journaliste Veronique Passani. Zij was een Franse journaliste en had hem in Parijs geïnterviewd vlak voor het begin van de opnamen van Roman Holiday in 1953. Zij kregen twee kinderen: Anthony (geboren in 1956) en Cecilia (geboren in 1958).
Op 12 juni 2003 overleed Peck op 87-jarige leeftijd in zijn slaap, met zijn tweede vrouw, Veronique, aan zijn zijde.

## Filmografie
- Days of Glory (1944)
- The Keys of the Kingdom (1944)
- The Valley of Decision (1945)
- Spellbound (1945)
- The Yearling (1946)
- Duel in the Sun (1946)
- The Macomber Affair (1947)
- Gentleman's Agreement (1947)
- The Paradine Case (1947)
- Yellow Sky (1949)
- The Great Sinner (1949)
- Twelve O'Clock High (1949)
- The Gunfighter (1950)
- Captain Horatio Hornblower R.N. (1951)
- Only the Valiant (1951)
- Screen Snapshots: Hollywood Awards (1951)
- David and Bathsheba (1951)
- Pictura: An Adventure in Art (1951) (documentaire) (verteller)
- The Snows of Kilimanjaro (1952)
- The World in His Arms (1952)
- The Million Pound Note (1953)
- Roman Holiday (1953)
- Boom on Paris (1954)
- Night People (1954)
- The Purple Plain (1954)
- The Man in the Gray Flannel Suit (1956)
- Moby Dick (1956)
- Designing Woman (1957)
- The Bravados (1958)
- The Big Country (1958) (ook producer)
- Pork Chop Hill (1959)
- Beloved Infidel (1959)
- On the Beach (1959)
- The Guns of Navarone (1961)
- Cape Fear (1962)
- Lykke og krone (1962) (documentary)
- How the West Was Won (1962)
- To Kill a Mockingbird (1962)
- Captain Newman, M.D. (1963)
- Behold a Pale Horse (1964)
- Mirage (1965)
- John F. Kennedy: Years of Lightning, Day of Drums (1966) (documentaire) (verteller)
- Arabesque (1966)
- Pähkähullu Suomi (1967) (Cameo)
- The Stalking Moon (1969)
- Mackenna's Gold (1969)
- The Chairman (1969)
- Marooned (1969)
- I Walk the Line (1970)
- Shoot Out (1971)
- Billy Two Hats (1974)
- The Dove (1974) (producer)
- The Omen (1976)
- MacArthur (1977)
- The Boys from Brazil (1978)
- The Passage (1979)
- The Sea Wolves (1980)
- The Scarlet and the Black (1983)
- Sanford Meisner: The American Theatre's Best Kept Secret (1985) (documentaire
- Directed by William Wyler (1986) (documentaire)
- Amazing Grace and Chuck (1987)
- Old Gringo (1989)
- Other People's Money (1991)
- Frederic Remington: The Truth of Other Days (1991) (documentaire) (verteller)
- Cape Fear (1991)
- The Portrait (1993)
- L'Hidato Shel Adolf Eichmann (1994) (documentaire) (verteller)
- Wild Bill: Hollywood Maverick (1996) (documentaire)
- The Art of Norton Simon (1999) (verteller)